# 가미노고촌 (오사카부)
가미노고촌(일본어: 上之郷村)은 일본 오사카부 히네군·센난군에 설치되었던 촌이다. 현재의 이즈미사노시에 해당한다.